# 新作童謡ポップス(一)
『新作童謡ポップス(一)』（しんさくどうようポップスいち）は、2002年12月4日にPICCOLO TOWNから発売された、ハロー!プロジェクトのコンピレーション・アルバム。

## 概要
- ハロー!プロジェクトのアイドルが歌う「新作童謡ポップス」のシリーズ第1弾[1]。
- 日本テレビ系ティンティンTOWN!のコーナー「安倍なつみ先生の童謡教室」で歌われたオリジナル童謡楽曲をCD化。
- カバーイラストレーションは、モーニング娘。の2代目リーダーの飯田圭織によるものである。

## 収録曲
1. パイナップルパラダイス / ココナッツ娘。、松浦亜弥、里田まい
作詞：今井千尋 / 作曲：つんく / 編曲：ab:fly
2. △□○さんかくしかくまるいもの / 安倍なつみ、あさみ、石井リカ
作詞・作曲：小椋佳 / 編曲：米光亮
3. お星さまになったチューリップ / 稲葉貴子、柴田あゆみ、前田有紀、石井リカ
作詞：荒木とよひさ / 作曲：今井千尋 / 編曲：山尾正人
4. たけちゃん / 矢口真里、吉澤ひとみ、石井リカ
作詞・作曲：KAN / 編曲：米光亮
5. ころころ石ころくん / 後藤真希、柴田あゆみ、大谷雅恵、里田まい
作詞：三浦徳子 / 作曲：つんく / 編曲：ab:fly
6. カブトムシとクワガタ / 加護亜依、高橋愛、大谷雅恵
作詞：まこと / 作曲：こーじ / 編曲：山尾正人
7. 動物園 / 稲葉貴子、ココナッツ娘。、藤本美貴、石井リカ
作詞・作曲：つんく / 編曲：鶴由雄
8. 愛はりんご / 安倍なつみ、石川梨華、石井リカ
作詞：荒木とよひさ / 作曲：堀内孝雄 / 編曲：米光亮
9. 朝昼夜の唄 / 飯田圭織、小川麻琴、あさみ
作詞：新堂敦士 / 作曲：今井千尋 / 編曲：大久保薫
10. かけっこかっこ / 辻希美、紺野あさ美、斉藤瞳、石井リカ
作詞：今井千尋 / 作曲：こーじ / 編曲：鶴由雄
11. かおの唄 / ミカ・村田めぐみ、前田有紀、藤本美貴、石井リカ
作詞：たきのえいじ / 作曲：五木ひろし / 編曲：米光亮
12. わが家 / 保田圭、新垣里沙、斉藤瞳、石井リカ
作詞・作曲：伊藤大介 / 編曲：米光亮
13. キャベツの青春 / 稲葉貴子、後藤真希、村田めぐみ
作詞：まこと / 作曲：新堂敦士 / 編曲：樫原伸彦
14. ハッピーハッピプリンセス / アヤカ、松浦亜弥、藤本美貴、石井リカ
作詞：もりちよこ / 作曲：新堂敦士 / 編曲：山尾正人
15. 夜 / 稲葉貴子、後藤真希、カントリー娘。、ココナッツ娘。、メロン記念日、前田有紀、藤本美貴、石井リカ
作詞・作曲：つんく / 編曲：山尾正人

## 参加メンバー
- モーニング娘。
  - 1期：飯田圭織、安倍なつみ
  - 2期：保田圭、矢口真里
  - 4期：石川梨華、吉澤ひとみ、辻希美、加護亜依
  - 5期：高橋愛、紺野あさ美、小川麻琴、新垣里沙
- 後藤真希
- 稲葉貴子
- カントリー娘。
  - あさみ、里田まい
- ココナッツ娘。
  - アヤカ、ミカ
- メロン記念日
  - 村田めぐみ、斉藤瞳、大谷雅恵、柴田あゆみ
- 前田有紀
- 松浦亜弥
- 石井リカ
- 藤本美貴